# Liste der Messen von Anton Bruckner
Anton Bruckner war ein streng religiöser Mann und komponierte zahlreiche geistliche Werke. Darunter befinden sich sieben Messen, zwei Requien und Skizzen für zwei weitere Messen und ein Requiem.
Die drei frühen Messen, die zwischen 1842 und 1844 während Bruckners Aufenthalt in Windhaag und Kronstorf, waren kurze österreichische Landmessen für den Gebrauch in Ortsgemeinden.
Das verschollene Requiem für Männerchor und Orgel, komponiert 1845, das Requiem in d-Moll, komponiert 1849, und die Missa solemnis, komponiert 1854, entstanden während Bruckners Aufenthalt im Stift St. Florian.
Die drei Messen, Messe Nr. 1 in d-Moll, Messe Nr. 2 in e-Moll und Messe Nr. 3 in f-Moll, die Bruckner nach dem achtjährigen Studium bei Simon Sechter und Otto Kitzler komponierte, sind die am weitesten fortgeschrittenen und aufwendigsten dieser Kompositionen.

## Windhaag und Kronstorf
Während seines Aufenthalts als Lehrergehilfe in Windhaag (3. Oktober 1841 – 23. Januar 1843) und Kronstorf (23. Januar 1843 – 23. September 1845) komponierte Bruckner drei Landmessen, die Windhaager Messe, die Kronstorfer Messe und die Messe für den Gründonnerstag. Diese Messen waren absichtlich einfach, weil sie für die mageren Ressourcen der örtlichen Dorfkirchen bestimmt waren.
- Die Windhaager Messe in C-Dur, WAB 25,[3] ist eine Choral-Messe für Altsolist, zwei Hörner und Orgel, die Bruckner 1842 während seines Aufenthalts in Windhaag komponierte.
- Die Kronstorfer Messe, WAB 146,[4] in d-Moll ist eine Missa brevis für gemischten Chor a cappella, die Bruckner 1843-1844 während seines nächsten Aufenthalts in Kronstorf komponierte.
- Die Messe für den Gründonnerstag, WAB 9,[5] in F-Dur ist eine weitere Missa brevis für gemischten Chor a cappella, die Bruckner 1844 während seines Aufenthalts in Kronstorf komponierte. Extra Kyrie und Gloria, komponiert 1845, sind verschollen.[6][7][8]

In dieser Zeit (ca. 1845) komponierte Bruckner auch eine 17-Takt-Skizze für das Kyrie in g-Moll einer Missa pro Quadragesima für gemischten Chor, drei Posaunen und Orgel (WAB 140).
Diese Kompositionen sind in Band XXI der Gesamtausgabe herausgegeben.

## Sankt Florian
Zwischen dem 23. September 1845 und dem 24. Dezember 1855, während seines Aufenthalts als Organist in Sankt Florian, komponierte Bruckner ein verschollenes Requiem, das Requiem in d-Moll und die Missa solemnis.
- Requiem, WAB 133,[14] für Männerchor und Orgel, ein verschollenes Werk, komponiert 1845 für das Begräbnis von Johann Nepomuk Deschl.[15]
- Requiem, WAB 39 in d-Moll, für gemischten Chor, Solisten, drei Posaunen, ein Horn, Streicher und Orgel, komponiert 1849 zum Todestag Franz Sailers.
- Missa solemnis (WAB 29) in b-Moll, für gemischten Chor, Solisten, Orchester und Orgel, komponiert 1854 für Friedrich Mayers Inthronisation.

Um das Jahr 1846 komponierte Bruckner auch eine 58-Takt-Skizze für das Kyrie einer anderen Messe in Es-Dur, WAB 139, die für gemischten Chor, 2 Oboen, 3 Posaunen, Streicher und Orgel bestimmt war. Die Ähnlichkeit mit Mozarts frühen Messen war möglicherweise der Grund, warum Bruckner die Komposition der Messe abbrach. Eine Aufnahme der Skizze mit Hilfe einer Notationssoftware ist auf der Website von John Berky zu hören.

## Linz
In den 1860er Jahren, nach dem Ende von Sechters und Kitzlers Unterricht, komponierte Bruckner nacheinander die drei nummerierten Messen Nr. 1 in d-Moll, Nr. 2 in e-Moll und Nr. 3 in f-Moll.
- Die Messe Nr. 1, WAB 26, in d-Moll, komponiert 1864, ist für Solisten, gemischten Chor, Orgel und Orchester besetzt.
- Die Messe Nr. 2, WAB 27, in e-Moll, komponiert 1866 zur Feier des Baus der Votivkapelle des Neuen Doms Linz ist besetzt mit achtstimmigem gemischtem Chor und einer kleinen Gruppe von Bläsern.
- Die Messe Nr. 3, WAB 28, in f-Moll, komponiert 1868 und bestimmt für eine Aufführung in der Hofkapelle, ist besetzt mit Solisten, gemischtem Chor, Orgel ad libitum und Orchester. Diese Messe, die eindeutig für ein Konzert und nicht für eine liturgische Aufführung gedacht war, ist die einzige von Bruckners Messen, in der das Incipit des „Gloria“ und des „Credo“ vertont werden. Die Komposition der Messe in f-Moll könnte von Schuberts später Messe Nr. 5 in As-Dur und Messe Nr. 6 in Es-Dur beeinflusst worden sein.[19]

## Wien
1875 entwarf Bruckner während seines Aufenthalts in Wien eine 18-taktige Skizze für den Introitus eines weiteren Requiems in d-Moll (WAB 141). Der Bass-Ostinato des Fragments ähnelt der Sinfonie in d-Moll und dem Te Deum.